# Elisabeth Lienert
Elisabeth Lienert (* 1957) ist eine deutsche Altgermanistin und Editionsphilologin. Sie leitet das Institut für Mittelalter- und Frühneuzeitforschung in Bremen. Von 1998 bis 2023 hatte sie die Professur für Literatur des Mittelalters und des Humanismus an der Universität Bremen inne.

## Werdegang
Elisabeth Lienert studierte Germanistik und Anglistik und legte 1981 das Staatsexamen für das Lehramt an Gymnasien in Bayern ab. Im Jahr 1985 wurde sie an der Julius-Maximilians-Universität Würzburg mit einer Arbeit über die frühneuzeitliche Erzählung Frau Tugendreich promoviert und dort neun Jahre später mit einer Studie zum Trojanerkrieg Konrads von Würzburg habilitiert. 
Nach der Vertretung einer Professur an der Universität Regensburg (1996–1998) wurde sie 1998 als Professorin für die Literatur des Mittelalters und des Humanismus an die Universität Bremen berufen. Die Professur war seit zwei Jahrzehnten unbesetzt, nachdem Paul-Gerhard Völker im Jahr 1977 vom Bremer Senator für Wissenschaft und Kunst abgelehnt worden war. Im Jahr 2023 wurde Lienert emeritiert. Sie leitet das 2002 an der Universität Bremen eingerichtete interdisziplinäre Institut für Mittelalter und Frühneuzeitforschung.

## Veröffentlichungen

### Monographien (Auswahl)
- „Frau Tugendreich“. Eine Prosaerzählung aus der Zeit Kaiser Maximilians I. Edition und Untersuchungen. Artemis, München/Zürich 1988, ISBN 3-7608-3392-6. (= Münchener Texte und Untersuchungen zur deutschen Literatur des Mittelalters. Band 92)
- Geschichte und Erzählen. Studien zu Konrads von Würzburg Trojanerkrieg. Reichert, Wiesbaden 1995, ISBN 3-88226-853-0. (= Wissensliteratur im Mittelalter. Band 22)
- Deutsche Antikenromane des Mittelalters. Erich Schmidt, Berlin 2001, ISBN 3-503-06116-9. (= Grundlagen der Germanistik. Band 39)
- Die ‹historische› Dietrichepik (= Texte und Studien zur mittelhochdeutschen Heldenepik. Band 5). De Gruyter, Berlin/New York 2010, ISBN 978-3-11-025132-6.
- Mittelhochdeutsche Heldenepik. Eine Einführung. Erich Schmidt, Berlin 2015, ISBN 978-3-503-15573-6. (= Grundlagen der Germanistik. Band 58)

### Herausgeberschaften (Auswahl)
- mit Gertrud Beck: Dietrichs Flucht. Textgeschichtliche Ausgabe. Niemeyer, Tübingen 2003, ISBN 3-484-64501-6. (= Texte und Studien zur mittelhochdeutschen Heldenepik. Band 1)
- mit Sonja Kerth, Svenja Nierentz: Rosengarten. De Gruyter, Berlin 2015 (3 Teilbände).
- mit Elisa Pontini, Katrin Schumacher: Virginal. Goldemar. De Gruyter, Berlin 2017 (3 Teilbände).
- Poetiken des Widerspruchs in vormoderner Erzählliteratur. Springer VS, Wiesbaden 2019, ISBN 978-3-658-24162-9.